# 모던 아트 협회
모던 아트 협회(MODERN ART 協會)는 1957년에 창립된 대한민국의 미술 협회이다.
1957년 4월에 새로운 미술을 지향한다는 이념으로 중견 화가들이 모여서 창립, 1957년 4월 9일부터 4월 15일까지 동화화랑(東和畵廊)에서 제1회전을 개최하면서 출범하였다. 한국 최초로 현대회화 그룹의 성격을 지닌 단체로서 화단의 주목을 받았으며, ‘국전의 일방적인 방법론에 상대적인’ 동인전을 표방하고 출발하여 화단에 모더니즘의 새로운 양식을 이식하려고 하였다. 즉, 아카데미즘에 반발한 새로운 의식의 집결체였다. 창립회원으로는 유영국(劉永國), 한묵(韓默), 이규상(李揆祥), 황염수(黃廉秀), 박고석(朴古石)이었고, 후에 김경(金耕), 정규(鄭圭), 문신(文信), 천경자(千鏡子), 정점식(鄭點植) 등이 가담하였다. 1962년 11월 제7회전을 마지막으로 해체되었다.